# Liobagrus nigricauda
Liobagrus nigricauda је зракоперка из реда Siluriformes и фамилије Amblycipitidae.

## Угроженост
Ова врста се сматра угроженом.

## Распрострањење
Кина је једино познато природно станиште врсте.
Популациони тренд је за ову врсту непознат.

## Станиште
Станишта врсте су језера и језерски екосистеми и слатководна подручја.